# کی ساکاموتو
کی ساکاموتو (ژاپنی: 坂本 敬؛ زادهٔ ۵ ژوئیهٔ ۲۰۰۱) یک بازیکن فوتبال اهل ژاپن است.
از باشگاه‌هایی که در آن بازی کرده‌است می‌توان به باشگاه فوتبال گاینار توتوری اشاره کرد.